# 马代西莫
马代西莫（義大利語：Madesimo），是意大利松德里奥省的一个市镇。总面积85平方公里，人口565人，人口密度6.6人/平方公里（2009年）。国家统计（ISTAT）代码为014035。